# Formikonisches Wort
Formikonisches Wort (aus Form und ikonisch) bezeichnet einen Typ von Wortbildung, der durch die Form eines Buchstabens oder sonstigen graphischen Zeichens die Bedeutung des betreffenden Wortes veranschaulicht. Er ist das graphische Pendant zu den lautmalerischen Wörtern (Onomatopoetika), die man entsprechend als lautikonisch verstehen kann.

## Beispiele formikonischer Wörter
Beispiele solcher Wörter, die oft Determinativkomposita sind und bei denen eine Konstituente ein Buchstabe ist:
- A-Bock (Feld mit zwei schrägen Pfeilern bei Brücken)
- H-Schaltung (bei einem Fahrzeuggetriebe), H-Motor
- I-Träger
- L-Träger
- O-Beine, o-beinig[2], o-förmig[3], O-Ring, Wire-o-Bindung
- s-förmig[4], S-Bogen, S-Kurve
- T-Shirt, T-Stück, T-Träger (Profilstahl)
- T-Kreuzung (Weg- oder Straßenkreuzung)
- u-förmig[5], U-Motor, U-Rohr-Manometer, U-Tal, U-Träger, U-Turn
- v-förmig[6], V-Motor, V-Muster[7], V-Tal, V-Ausschnitt (spitzer Halsausschnitt bei einem Kleidungsstück), V-Stellung, V-Stil
- W-Motor
- X-Beine, x-beinig[8], x-förmig[9], X-Motor
- y-förmig[10], Y-Trasse
- Z-Träger, z-förmig[11]

Diese Beispiele dürfen nicht mit partiellen Kurzwörtern wie U-Boot oder U-Bahn verwechselt werden. Das Graphem „U“ dient in diesen Fällen nur der Abkürzung des ersten Wortteils, hat aber keine abbildende Funktion.
Brekle (1981) nennt Beispiele aus etlichen Sprachen, so dass klar ist, dass es sich um ein in vielen Sprachen verbreitetes Muster handelt.

## Abwandlungen
Die folgenden Beispiele entsprechen nicht der Definition, da nicht die Buchstaben selbst in die Wortkonstruktion eingehen, sondern mittels der Bezeichnungen der Buchstaben an ihre Form erinnert wird:
- Dee (Zyklotronbauteil)
- Flussdelta: Das Wort müsste als formikonisches Wort Fluss-Δ geschrieben werden, mit dem griechischen Buchstaben Δ (Delta).

Auch in diesen Fällen ist die Form der als Wort genannten Buchstaben die Brücke zum Verständnis des Gemeinten.